# Culicoides kuscheli
Culicoides kuscheli är en tvåvingeart som beskrevs av Wirth och Blanton 1978. Culicoides kuscheli ingår i släktet Culicoides och familjen svidknott. Inga underarter finns listade i Catalogue of Life.